# Anapausis clivicola
Anapausis clivicola är en tvåvingeart som beskrevs av Dalton de Souza Amorim och Balbi 2006. Anapausis clivicola ingår i släktet Anapausis och familjen dyngmyggor. Inga underarter finns listade i Catalogue of Life.